# As Leis do Pensamento
As Leis do Pensamento, mais precisamente, Uma Investigação das Leis do Pensamento nas Quais são Definidas as Teorias Matemáticas da Lógica e Probabilidade, foi um influente livro do século XIX escrito por George Boole, a segunda das suas duas monografias sobre lógica algébrica. Foi publicado em 1854. Boole era professor da University College Cork, na Irlanda.
O trabalho de Boole fundamentou a disciplina da lógica algébrica. É comum, mas erroneamente, creditado como sendo a fonte da atual Álgebra booleana. Na verdade, a álgebra de Boole difere da moderna Álgebra booleana: na álgebra de Boole, A+B não pode ser interpretado como uma união de conjuntos, devido a permissibilidade de termos não interpretáveis no cálculo de Boole. Portanto, a álgebra na explicação de Boole não pode ser interpretada sobre conjuntos com a operação de união, interseção e complemento, como no caso da moderna Álgebra booleana. O trabalho de desenvolver o relato moderno da Álgebra booleana foi passado para os sucessores de Boole na tradicional lógica algébrica (Jevons 1869, Peirce 1880, Jevons 1890, Schröder 1890, Huntingdon 1904).

## Termos não interpretáveis
Na definição de Boole para a álgebra, termos são fundamentados sob a igualdade, sem que uma interpretação sistemática seja definida para eles. Em alguns lugares, Boole diz que termos podem ser interpretados como conjuntos, mas também reconhece que nem sempre podem ser interpretados dessa forma, tal como o termo 2AB, que surge de manipulações equacionais. Tais termos, ele classifica como termos não interpretáveis; embora em alguns lugares ele defina tais termos como sendo interpretados por inteiros.
A coerência de toda a iniciativa é justificada por Boole no que Stanley Burris chamou mais tarde de "regra dos 0s e 1s", que justifica a afirmação que termos não interpretáveis não podem ser o resultado final das manipulações equacionais de fórmulas iniciais significativas (Burris 2000). Boole não forneceu prova para esta regra, mas a coerência de seus sistemas foi provada por Theodore Hailperin, que forneceu uma interpretação baseada numa construção relativamente simples de anéis a partir dos números inteiros para fornecer uma interpretação da teoria de Boole (Hailperin 1976).

## A definição de Boole de 1854 do universo do discurso
Em todo discurso, seja da mente conversando com seus próprios pensamentos, seja do indivíduo em sua relação com os outros, há um limite assumido ou expresso dentro do qual os sujeitos de seu funcionamento estão confinados. O discurso mais irrestrito é aquele em que as palavras que usamos são compreendidas na mais ampla aplicação possível, e para elas os limites do discurso são coextensivos com os do próprio universo. Mas, mais comumente, limitamo-nos a um campo menos espaçoso. Às vezes, ao discursar sobre os homens, insinuamos (sem expressar a limitação) que é dos homens apenas sob certas circunstâncias e condições que falamos, como dos homens civilizados, ou dos homens no vigor da vida, ou dos homens sob alguma outra condição ou relação. Ora, qualquer que seja a extensão do campo dentro do qual se encontram todos os objetos de nosso discurso, esse campo pode ser propriamente denominado universo do discurso. Além disso, esse universo do discurso é, em sentido estrito, o sujeito último do discurso. —  George Boole 

## Edições
- Boole (1854). An Investigation of the Laws of Thought. Walton & Maberly.
- Boole, George (1958[1854]). An Investigation of the Laws of Thought on Which are Founded the Mathematical Theories of Logic and Probabilities. Macmillan.  Reprinted with corrections, Dover Publications, New York, NY (reissued by Cambridge University Press, 2009, ISBN 978-1-108-00153-3).